# Yass River
Der Yass River ist ein Fluss im Südosten des australischen Bundesstaates New South Wales.

## Verlauf
Er entspringt bei Wamboin südwestlich des Lake George und fließt von dort nach Nordwesten. Die Stadt Yass liegt am Fluss kurz vor dessen Mündung in den Lake Burrinjuke und damit in den Murrumbidgee River.

## Name
Es gibt zwei konkurrierende Theorien über den Ursprung des Namens 'Yass'. Ein Mitglied von Humes Expedition soll auf einen Baum gestiegen sein, um einen Überblick über das Land zu bekommen, und als man ihn fragte, ob es sich dabei um gutes Weideland handelte, antwortete er „Yass“ (yes; dt.: ja). Eine andere Behauptung sagt, dass der Name vom Aboriginesausdruck 'Yharr' – offenbar dem Ausdruck eines ortsansässigen Stammes für den Fluss – abgeleitet wurde. Die deutsche Übersetzung lautet „fließendes Wasser“. 